# The Greed of Man
 (novembre 2018).
Si vous disposez d'ouvrages ou d'articles de référence ou si vous connaissez des sites web de qualité traitant du thème abordé ici, merci de compléter l'article en donnant les références utiles à sa vérifiabilité et en les liant à la section « Notes et références ».
The Greed of Man (en chinois : 大時代 ; Dai si doi) est une série télévisée hongkongaise réalisée par Wai Ka-fai en 1992.

## Synopsis
Cette série traverse trois décennies, des années 1970 aux années 1990, à Hong Kong et à Taïwan. Elle aborde divers phénomènes sociaux et financiers.

## Distribution
- Adam Cheng
- Damian Lau
- Lau Ching Wan